# Sülzhof (Nievenheim)

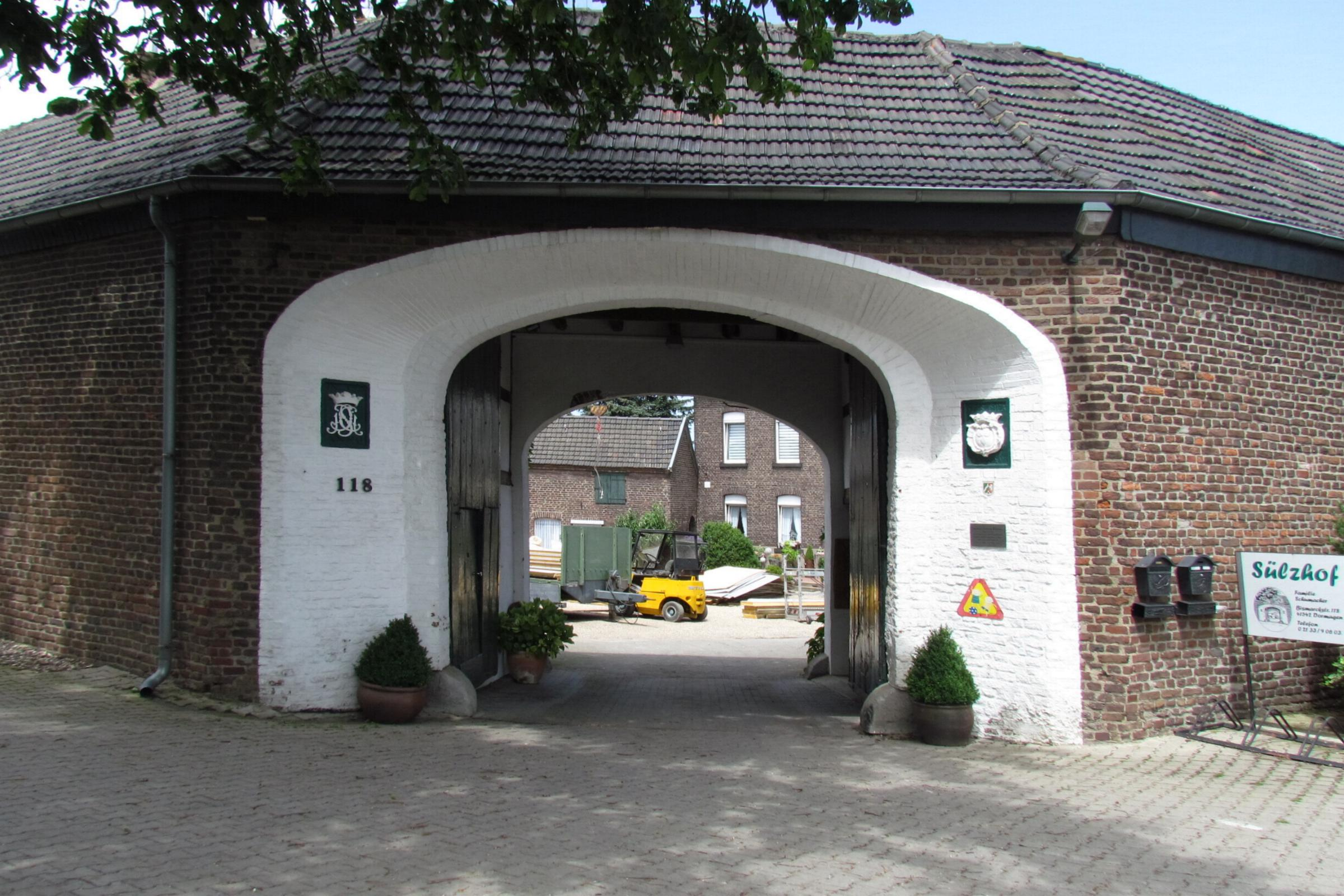
Der Sülzhof

Der Sülzhof ist ein Gutshof in Nievenheim, einem Stadtteil von Dormagen im Rhein-Kreis Neuss.
Bereits  1732 hatte Johann Conrad Schlaun den Sülzhof, der durch Erbschaft zu einem Fünftel in den Besitz seiner ersten Ehefrau, Maria Katharina Bourell, gelangt war, mit deren Vermögen erworben. 1761 ließ sich Schlaun durch Kurfürst Maximilian Friedrich von Königsegg-Rothenfels das Lehen bestätigen, und 1766 errichtete er anstelle der älteren Bauten den neuen Gutshof als eine fünfseitige Anlage. Die Toreinfahrt ist im Winkel der beiden stumpfwinklig zueinander verlaufenden beiden vorderen, außenseitig fensterlosen Flügel des zweigeschossigen Wohn- und Wirtschaftstrakts situiert, an die sich rechtwinklig Stallungen und Scheune anschließen. Die verbleibende fünfte Seite verblieb unverbaut, somit die Möglichkeit der späteren Errichtung eines Herrenhauses offenlassend. Das korbbogig geschlossene Hoftor war als Nischenportal angelegt und erhielt beidseitig je eine Inschriftstafel mit den Initialen des Bauherrn und dem heraldischen Motto IN DEO SPES MEA bzw. des Familienwappens mit der Datierung MDCCLXVI. 